# Uladzislau Puchko
Uladzislau Puchko (18 de marzo de 2002) es un deportista de Bielorrusia que compite en atletismo. Ganó una medalla de bronce en el Campeonato Europeo de Atletismo Sub-20 de 2021, en la prueba de lanzamiento de disco.